# Messier 74
Messier 74, hay còn gọi là NGC 628, UGC 1149 hoặc PGC 5974, là một thiên hà xoắn ốc cách Trái Đất của chúng ta khoảng 32 triệu năm ánh sáng. Nó nằm trong chòm sao Song Ngư. Thiên hà này có 2 trục xoắn ốc và vì thế nó cũng là một nguyên mẫu của một loại thiên hà xoắn ốc hoàn mỹ (tiếng Anh: grand design spiral galaxy). Bề mặt của thiên hà này có độ sáng rất thấp, vì thế các nhà thiên văn học nghiệp dư khó có thể quan sát được nó. Tuy nhiên, độ lớn của góc và mặt của nó hướng lên trên nên nó là một thiên thể lí tưởng để các nhà thiên văn học chuyên nghiệp nghiên cứu về cấu trúc của trục xoắn ốc và tỷ trọng của bước sóng xoắn ốc. Số lượng sao bên trong thiên hà này là khoảng 100 tỉ.

## Lịch sử quan sát
Vào năm 1780, thiên hà này được nhà thiên văn học người Pháp tên là Pierre Méchain phát hiện và sau đó nói với nhà thiên văn học người Pháp Charles Messier. Sau đó ông ta liệt nó vào danh sách thiên hà của mình.

## Nhóm thiên thể
M74 là thiền hà sáng nhất trong nhóm M74. Nhóm này bao gồm từ 5 đến 7 thiên hà và nó còn có chứa một thiên hà bất thường tên là NGC 660 và một vài thiên hà vô định hình. Các thiên hà thuộc nhóm này vẫn chưa được cụ thể.

## Dữ liệu hiện tại
Theo như quan sát, đây là thiên hà thuộc chòm sao Song Ngư. Và dưới đây là một số dữ liệu khác của nó:
Xích kinh 01h 36m 41.8s
Độ nghiêng +15° 47′ 01″
Dịch chuyển đỏ (Redshift) 0.00895/2684 km/s
Khoảng cách 30 ± 6 triệu năm ánh sáng
Độ lớn biểu kiến 10.0
Loại thiên hà SA(s)c
Kích thước biểu kiến 10′.5 × 9′.5